# Mezholezy (dříve okres Horšovský Týn)
Mezholezy (německy Meßhals) jsou obec v okrese Domažlice v Plzeňském kraji. Žije zde 122 obyvatel.
Do roku 2016 byla obec ve veřejných evidencích vedena pod názvem Mezholezy (dříve okres Horšovský Týn). Pro odlišení od stejnojmenné obce ve stejném okrese bylo v názvu v závorce vyznačeno, do kterého okresu patřila obec dříve. V roce 2016 bylo toto odlišení odstraněno a od té doby se v okrese Domažlice nacházejí naprosto stejnojmenné obce Mezholezy.

## Historie
První písemná zmínka o obci pochází z roku 1386.

## Obyvatelstvo
| Rok            | 1869 | 1880 | 1890 | 1900 | 1910 | 1921 | 1930 | 1950 | 1961 | 1970 | 1980 | 1991 | 2001 | 2011 | 2021 |
| -------------- | ---- | ---- | ---- | ---- | ---- | ---- | ---- | ---- | ---- | ---- | ---- | ---- | ---- | ---- | ---- |
| Počet obyvatel | 359  | 318  | 311  | 304  | 310  | 307  | 285  | 159  | 173  | 148  | 151  | 157  | 161  | 149  | 117  |
| Počet domů     | 46   | 47   | 47   | 49   | 46   | 46   | 47   | 49   | 33   | 35   | 43   | 45   | 45   | 49   | 49   |

## Obecní správa

### Místní části
- Buková
- Mezholezy

### Obecní symboly
Znak a vlajka byly obci uděleny rozhodnutím předsedy Poslanecké sněmovny Parlamentu České republiky dne 5. dubna 2017.

## Pamětihodnosti
- kaple Povýšení svatého Kříže na návsi
- Mezholezský rybník – největší rybník okresu Domažlice

## Galerie

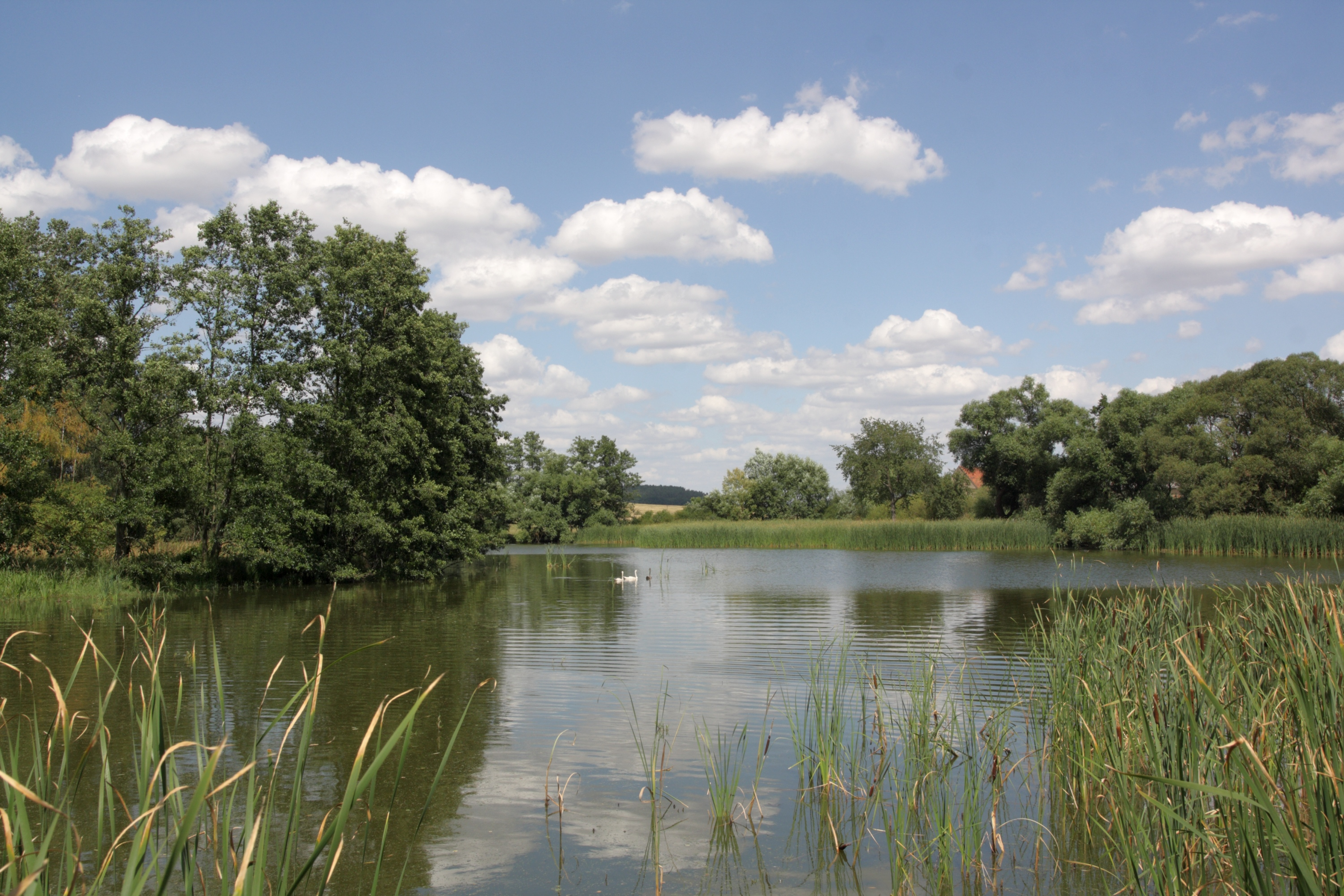
Mezholezský rybník
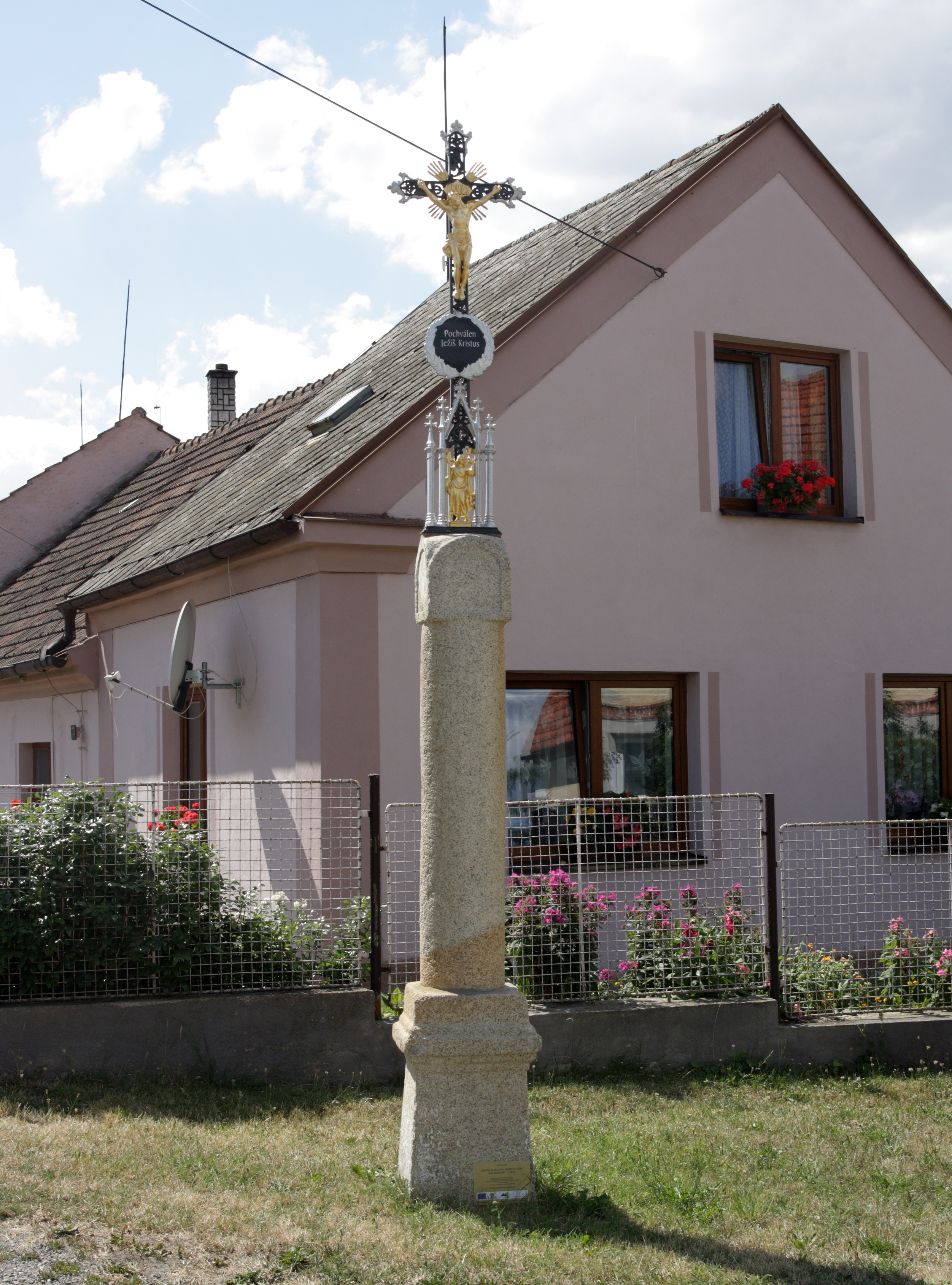
Kříž u čp. 19
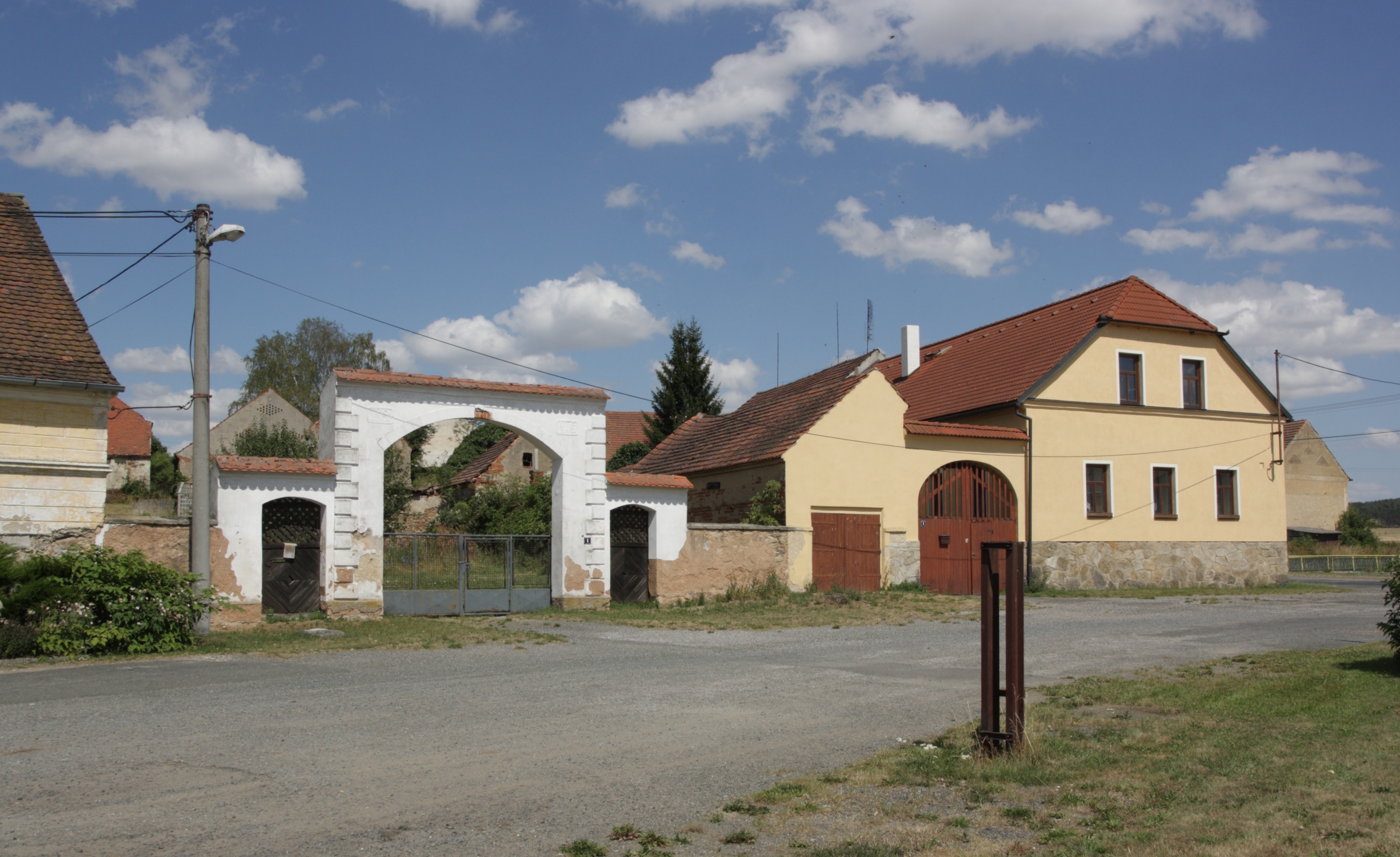
Stavení čp. 6 a 8
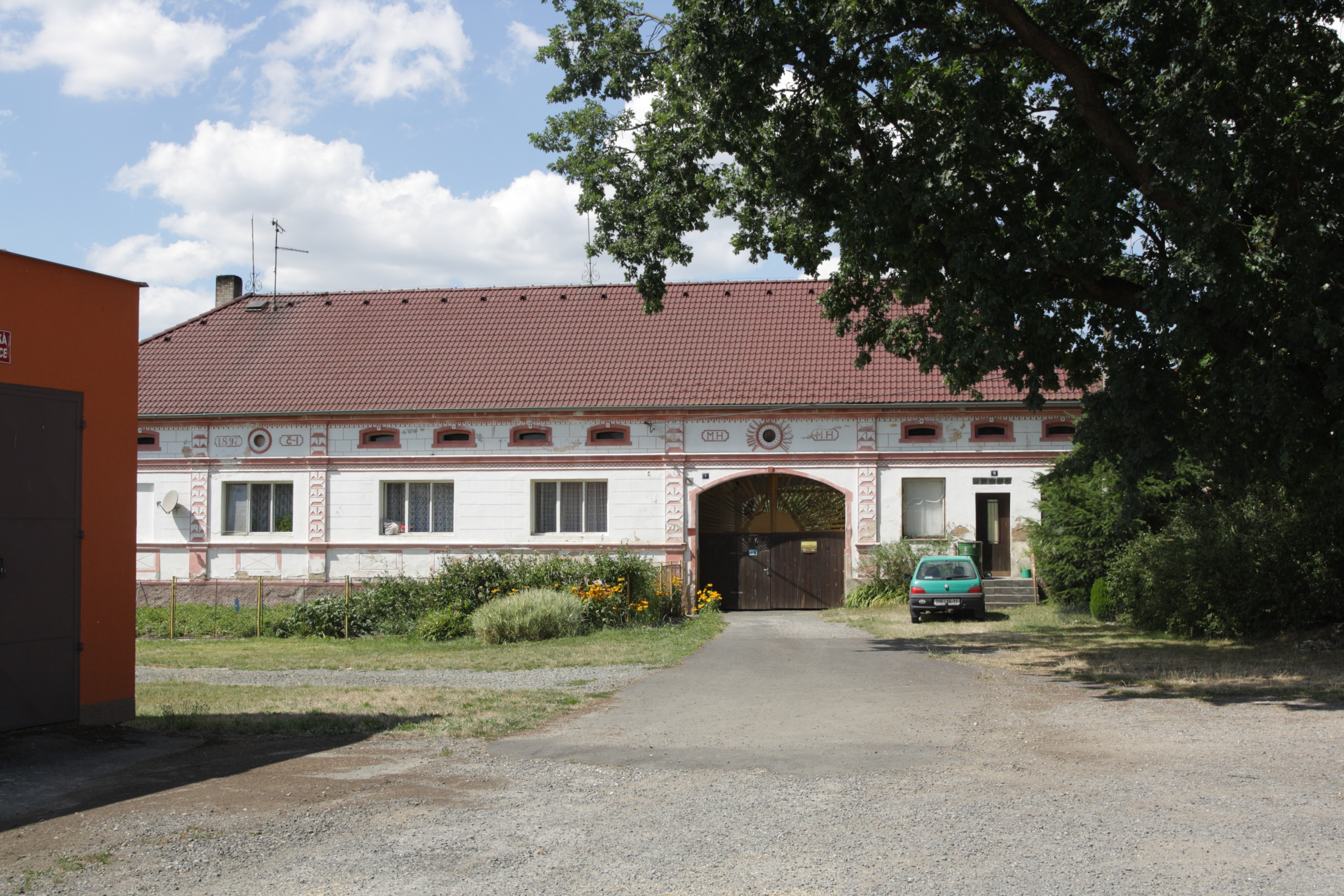
Stavení čp. 1